# Halicyclops eberhardi
Halicyclops eberhardi – gatunek widłonoga z rodziny Halicyclopidae. Nazwa naukowa tych skorupiaków została opublikowana w 2001 roku przez Paolę De Laurentiis, Giuseppe Lucio Pesce i Williama F. Humphreysa.